# Навальная, Марина Ивановна
Марина Навальная (род. 3 февраля 1971 года, Залесье, Чернобыльский район, Киевская область, УССР, СССР) — журналистка, депутат, доктор филологических наук, профессор Университета Григория Сковороды в Переяславе.

## Биография
Марина Навальная родилась 3 февраля 1971 года в селе Залесье Чернобыльского района Киевской области. В 1986 году вместе с родителями и братом была эвакуирована из зоны ЧАЭС в город Переяслав-Хмельницкий.
В 1995 году Марина Навальная закончила факультет журналистики Киевского университета имени Тараса Шевченко. В 2002 году она защитила кандидатскую диссертацию в Переяслав-Хмельницком государственном педагогическом институте имени Григория Сковороды, а в 2012-м — докторскую диссертацию на тему «Функционально-стилевая динамика лексики в украинской периодике начала XXI».
С 1995 по 2007 год Марина Навальная работала начальником отдела рекламы и информации газеты «Вестник Переяславщины». С 2002 по 2020 год Марина Навальная также была депутатом Переяславского городского совета четырёх созывов.
С 2000 года работает в Университете Григория Сковороды в Переяславе.
На 2024 год она также является главой департамента журналистики и лингвистической коммуникации в Национальном университете биоресурсов и природопользования.

## Вклад в науку
Марина Навальная является автором более чем 150 научных и образовательно-методологических работ в области филологии и журналистики, а также двух монографий:
- Навальна М. І. Динаміка лексикону української періодики початку XXI ст. : [монографія] / М. І. Навальна. — К., Інститут української мови ; Видавничий дім Дмитра Бураго, 2011. — 328 с. — ISBN 978-966-489-095-0
- Навальна М. І. Нові явища та процеси у вживанні дієслів соціально-економічної сфери в українській мові: [монографія] / Навальна М. І. — Переяслав-Хмельницький: Видавництво «С В К», 2014. — 188 с. — ISBN 978-966-8906-54-1

Её учебники рекомендовны как миниум в трёх университетах, включая Ужгородский национальный университет, Тернопольский национальный педагогический университет имени Владимира Гнатюка и Острожскую академию.
Марина Навальная неоднократно готовила участников и победителей всеукраинских конкурсов научных студенческих работ. Она также была жюри этих конкурсов по специальностям: «Издательское дело и редактирование» (Украинская академия печати в 2013, 2015, 2016 годах) и «Социальные коммуникации» (Мариупольский государственный университет в 2016, 2017 годах). Она также была членом жюри Всеукраинской студенческой олимпиады по украинскому языку в 2017, 2018, 2019 годах.
Помимо этого, Навальная входит в редколлегию журнала «Украинский язык» и является заместителем главного редактора журнала «Психолингвистика».
Она также принимала участие в программных комитетах крупных конференций «Передовые технологии реализации образовательных инициатив» (укр. Передовi технологiï реалiзацiï освiтнiх iнiцiатив) в 2019, 2021 и в 2024 годах.

## Семья
Марина Навальная замужем за Виктором Леоненко (родился 22 августа 1970 года). У них есть дочь — Леоненко Ирина Викторовна (родилась 22 апреля 1993 года). Двоюродные братья Марины Навальной — российский оппозиционный политик Алексей Навальный и предприниматель Олег Навальный.

## Награды
Марина Навальная была награждена тремя украинскими общественными наградами: орденом «За развитие Украины» (2016), медалью «Григория Сковороды» (2018) и орденом Святой Варвары Великомученицы (2018).